# Twierdzenie o logarytmie dyskretnym
Twierdzenie o logarytmie dyskretnym – niech f będzie pierwiastkiem pierwotnym mod n. Wtedy kongruencja {\displaystyle f^{x}\equiv f^{y}{\pmod {n}}} jest równoważna kongruencji {\displaystyle x\equiv y\ {\pmod {\phi (n)}},} gdzie {\displaystyle \phi } jest funkcją Eulera.